# 4mat
Matthew Simmonds, también conocido como 4mat o 4-Mat, es un músico electrónico británico, diseñador de sonido, y compositor de videojuegos conocido por sus chiptunes escritos en el software tracker. Él empezó su carrera en la demoscene a inicios de 1990 componiendo para el ordenador personal Amiga.

## Discografía

### Demo Scene
- L.F.F., como tema musical del cracktro de Skid Row del juego Lemmings (1991)[6]

### Álbumes
- Decades (2010)
- Surrender (2011)
- Legacy Trails (2011)
- Extras (2011)
- Origins (2012)
- Rips (2012)
- Guru (2012)
- Sans Titre (2012)
- Closure (2012)
- Nadir (2014)
- Modern Closure (2019)

### EPs
- Starfields (2010)

## Créditos de videojuegos
4mat ha sido acreditado en los siguientes juegos:
- CarVup (1990)
- Violator (1991)
- Chuck Rock (1991)
- Micro Machines (1991)
- Leander (1991)
- The Fantastic Adventures of Dizzy (1991)
- Dizzy: Prince of the Yolkfolk (1991)
- Cardiaxx (1991)
- Bubble Dizzy (1991)
- Dojo Dan (1992)
- Cosmic Spacehead (1992)
- Arcade Smash Hits (1992)
- Agony (1992)
- Llamazap (1993)
- X-COM: UFO Defense (1994)
- Pinball Dreams II (1994)
- Perfect Pinball (1995)
- Chicago Syndicate (1995)
- Diablo (1996)
- Manic Miner (1997 adaptación)
- Warcraft II: The Dark Saga (1997)
- Splat! (1998)
- Sim Theme Park (1999)
- Klass of 1999 (1999)
- Jet Set Willy (1999)
- Warriors of Might and Magic (2000)
- LEGO Racers (2000)
- LEGO Alpha Team (2000)
- Battlezone: Rise of the Black Dogs (2000)
- Airforce Delta (2000)
- SpongeBob SquarePants: SuperSponge (2001)
- Robot Wars: Arenas of Destruction (2001)
- Robot Wars: Extreme Destruction (2002)
- SX Superstar (2003)
- Lunar Jetman (2003)
- Serious Sam: Next Encounter (2004)
- Serious Sam Advance (2004)
- Sudeki (2004)
- Jetpak: Solar Crisis (2004)
- Nicktoons Unite! (GBA and DS versions) (2005)
- ViColumn (2005)
- Who Wants to Be a Millionaire: Party Edition (2006)
- Retro 2 (2006)
- Fuck Space! (2006)
- Deflektor X4 (2006)
- Crusty Demons (2006)
- The Birthday (2006)
- Atic Atac (2006 adaptación)
- Silent Hill: Origins (2007)
- Ghost Rider (2007)
- Silent Hill: Shattered Memories (2009)
- Overlord: Minions (2009)
- Overlord: Dark Legend (2009)
- Rocket Knight (2010)
- Digital: A Love Story (2010)
- Terminal Love (2012)
- Prompt (2014)
- The Assembly (2016)